# Mỵ Hòa
Mỵ Hòa, còn được viết là Mi Hòa, là một xã thuộc huyện Kim Bôi, tỉnh Hòa Bình, Việt Nam.
Xã Mỵ Hòa có diện tích 30.05 km², dân số năm 1999 là 5483 người, mật độ dân số đạt 182 người/km².